# Gorenje Sušice

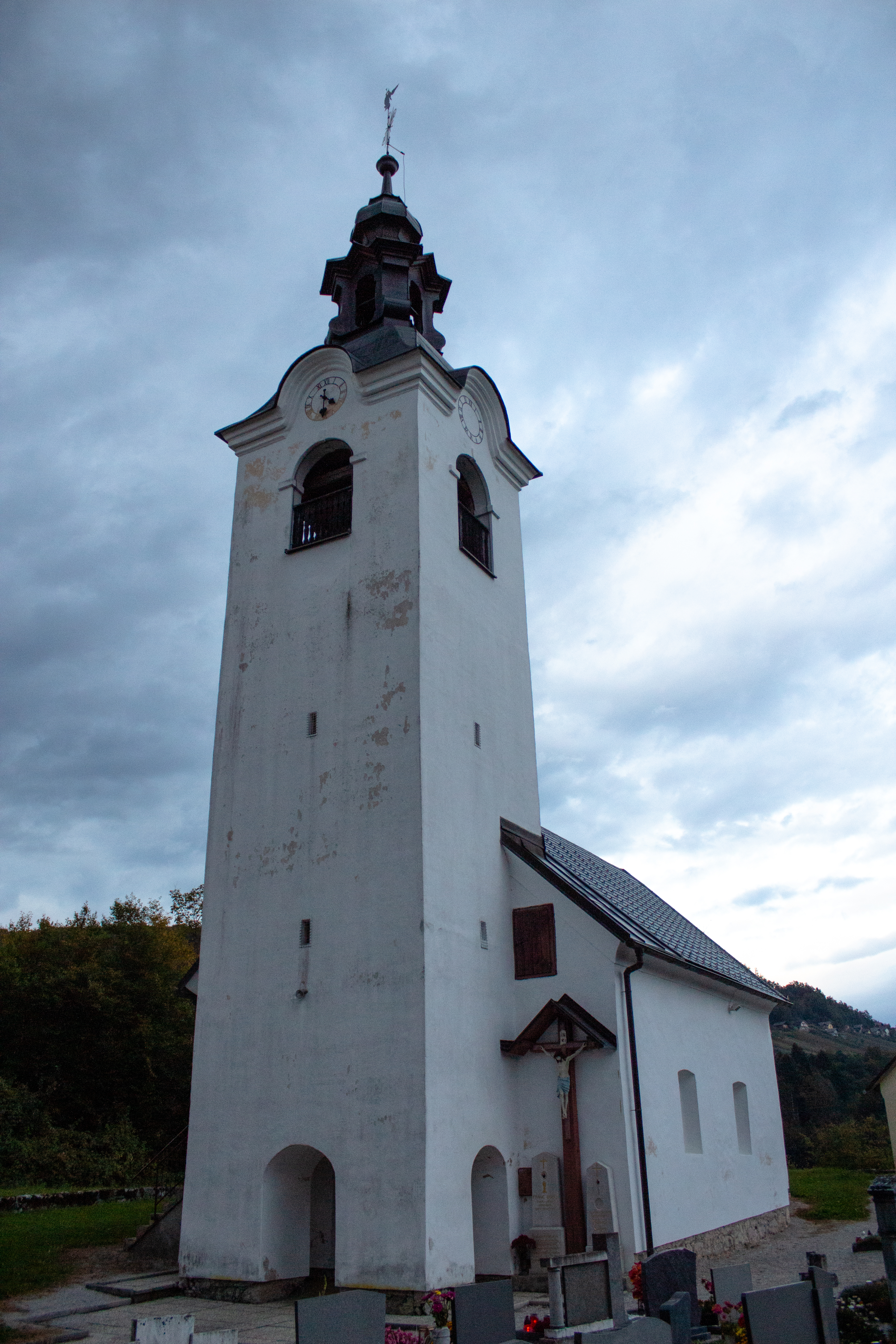
St. Rochus-Kirche

Gorenje Sušice (deutsch Oberschützen, auch Obersuschitz)  ist eine Siedlung in der slowenischen Gemeinde Dolenjske Toplice im Südosten des Landes. Die Gegend ist Teil der historischen Region Unterkrain und gehört heute zur Region Jugovzhodna Slovenija (Südost-Slowenien). 
In den Karsthöhlen zwischen Oberschützen, Dobindol und Verdun pri Uršnih selih entspringt die Sušica, die bei Dolenje Gradišče in die Krainer Gurk mündet.
Die Dorfkirche aus dem Jahr 1651 wurde in Gedenken an die Pest, die 1645 in der Gegend wütete, dem Schutzpatron der Pestkranken St. Rochus gewidmet. Die Filialkirche der katholischen Kirchengemeinde Dolenjske Toplice steht auf dem Dorffriedhof am östlichen Rand der Siedlung.